# Novo Holdings
Novo Holdings A/S ist ein dänischer Pharmahersteller; zu der Novo-Gruppe gehören die eigenständigen agierenden Tochterunternehmen Novo Nordisk, Novozymes und NNIT.
Die Novo Holdings gehört der Novo Nordisk Foundation und ist Hauptanteilseigner der drei Pharmaunternehmen. Sitz der Novo Holdings ist Hellerup in Dänemark. Die Novo Holdings managt das Vermögen der Novo-Gruppe, rund 300 Milliarden DKK.
Im Februar 2024 kündigte Novo Holdings gemeinsam mit dem US-amerikanischen Pharmaunternehmen Catalent dessen Übernahme für 16,5 Mrd. Dollar an. Diese soll bis Ende 2024 abgeschlossen sein. Im Zusammenhang mit dieser Übernahme sollen drei Produktionsstätten von Catalent an Novo Nordisk übergehen, die insbesondere zur Erweiterung der Produktionskapazitäten für die stark nachgefragten Semaglutid-Präparate dienen sollen.